# Čađavica (Ribnik)
Čađavica (szerbül: Чађавица) falu Bosznia-Hercegovinában, a Szerb Köztársaságban, Ribnik községben.

## Fekvése
Bosznia-Hercegovina északnyugati részén, Banja Lukától légvonalban 36, közúton 47 km-re délnyugatra, községközpontjától légvonalban 10, közúton 20 km-re északkeletre, a Banja Luka – Ribnik út mentén, a Manjača-hegységben fekvő Zmijanje területén, a Čađavica-patak völgyében és a környező dombokon található. Itt csatlakozik rá a Banja Lukáról érkező főút a Bihács, illetve a Jajca felé menő E761-es számú főútra.

## Népessége
| Nemzetiségi csoport | Népesség 1991 | Népesség 2013 |
| ------------------- | ------------- | ------------- |
| Szerb               | 560           | 416           |
| Bosnyák             | 0             | 0             |
| Horvát              | 1             | 0             |
| Jugoszláv           | 0             | 0             |
| Egyéb               | 0             | 0             |
| Összesen            | 561           | 416           |

## Története
A régészeti leletek tanúsága szerint területe a középkorban is lakott volt. Erről tanúskodnak a területén fennmaradt két középkori temető sírkövei. Ez a sírkőtípus a kereszténység főáramlatának behódolni nem akaró, eredetileg Boszniában élő bogumilok díszesen faragott középkori sírköve volt. A legrégebbi ilyen sírkövek a 12. század második feléből származnak, de csak a 14-15. században terjedtek el. Bosznia-Hercegovina, Szerbia, Horvátország és Montenegró területén.
A Banja Luka és Mrkonjić Grad közötti hegyvidék a középkori zemljaniki plébániához tartozott, amelyet II. Prijezda bosnyák bán 1287-ből származó oklevele említ. Zmijanje a Jajcától északra fekvő Vrbas-völgy várainak elesésével 1527-1528-ban oszmán uralom alá került. Az 1540-ig tartó első időszakban ezt a területet a Bródi kádilukhoz tartozó Vrhovina náhijéhez csatolták, majd az 1535-1540 közötti időszakban, amikor az oszmánok átkeltek a Száván, Zmijanje a Boszniai szandzsákba tartozü Kobaši kádilukhoz tartozott. A helyzet lecsendesedésével a Zmijanje náhije különvált. Először az 1541-es defterben említik a Kobaši kádiluk részeként. 1592-től a Banja Luka-i kádilukban volt. Az oszmán uralom első éveiben a Zmijanje náhije magába foglalta a Vrbas és a Szana folyók közötti teljes területet, valamint délen a Mrkonjić Grad feletti Kozare, Dimitor és Lisina hegyeket. Kicsit később a trijebovoi náhije, mely Mrkonjić Grad környékén feküdt, levált róla. Egyes adatok szerint a 16. század közepétől származó összeírásokban szereplő lakosok ortodoxok voltak. A török időkben Sitnicában, Šljivnóban, Kolimban és Krupa na Vrbasban négy faházas templom épült, amelyre a legenda szerint a zmijanjei Rajko kapott a töröktől jóváhagyást.
A falu területe 1878-ig tartozott az Oszmán Birodalomhoz, majd az Osztrák-Magyar Monarchia része lett. A monarchia szétesésével 1918-ben előbb a Szerb-Horvát-Szlovén Királyság, majd 1929-től a Jugoszláv Királyság része. Ezen a helyen ölték meg 1944-ben a sitnicai Uroš Drenovićot, a nyugat-boszniai felkelés egyik vezérét (repülőgépből automata fegyverrel kaszálták le).
1945-től a falu a szocialista Jugoszlávia része volt.
A település 1995 szeptemberéig a szerb félkatonai egységek ellenőrzése alatt állt. A boszniai háborút lezáró daytoni békeszerződés rendelkezése alapján az ország területét felosztották a Bosznia-hercegovinai Föderáció és a boszniai Szerb Köztársaság között, ennek során a település a Boszniai Szerb Köztársasághoz és Ribnik községhez került.

## Nevezetességei
- Bašča – késő középkori temető maradványai 4 db keleti tájolású stećak sírkővel, melyek közül kettőn kereszt és félhold motívum látható.[4]

- Bukvice – az Orahovljani településrészen, a pravoszláv temető közelében középkori temető maradványai találhatók, 4 db keleti tájolású stećak sírkővel.[4]